# Велоспорт на літніх Олімпійських іграх 2020 — омніум (жінки)
Змагання з омніуму серед жінок на літніх Олімпійських іграх 2020 відбулися 8 серпня 2021 року на велодромі Ідзу. Змагалася 21 велосипедистка з 21 країни.

## Передісторія
Це була третя поява цієї дисципліни на Олімпійських іграх. Вперше її провели 2012 року.
Чинна олімпійська чемпіонка - Лора Кенні з Великої Британії, які виграла обидві попередні Олімпіади. Чинна чемпіонка світу (2020) - Юмі Кадзіхара з Японії.

## Кваліфікація
Національний олімпійський комітет (НОК) міг виставити на змагання з омніуму щонайбільше 1  велосипедистку. Квоти одержує НОК, який сам вибирає велосипедисток, що візьмуть участь у змаганнях. 8 НОК з найвищим рейтингом у медісоні (серед тих, що ще не кваліфікувались у командному переслідуванні) здобули по одній квоті в омніумі (окрім права на участь у медісоні). Ще 13 квот розподілено за рейтингом омніуму (серед тих НОК, що ще не кваліфікувались у мейсоні). Кожному континентові було гарантовано принаймні одну квоту в омніумі. Оскільки кваліфікація завершилась до закінчення Чемпіонату світу з велоспорту на треку 2020 1 березня 2020 року (останнє змагання, що могло змінити рейтинг 2018-20 років), то пандемія COVID-19 на кваліфікацію не вплинула.

## Формат змагань
Змагання в омніумі складаються з заїздів різного типу, нинішні змагання - з чотирьох. Порівняно з 2016 роком формат змагань зазнав суттєвих змін, - скасовано три типи заїздів з шести і додано один новий, а тривалість скорочено з двох днів до одного. Переможницею в омніумі стає велосипедистка, яка набирає найбільшу кількість балів за сумою чотирьох заїздів. Переможниця кожного з перших трьох заїздів заробляє 40 очок, друге місце - 38, третє місце - 36 тощо. Фінальний заїзд має спеціальні правила підрахунку очок. Заїзди в омніумі:
- Скретч-гонка: гонка з масовим стартом; перемагає та, що фінішує першою. Відстань - 7,5 км (30 кіл).
- Темпова гонка: 2020 року проводять уперше. Дистанція - 7,5 км (30 кіл). Після перших 5 кіл переможниця кожного кола заробляє 1 очко. Та, що обігнала інших учасниць на коло, заробляє 20 очок. Переможницею перегонів стає велосипедистка, яка набрала найбільшу кількість очок (очки, зароблені в рамках темпової гонки, не додаються до загальної суми в омніумі; їх використовують лише для визначення місць у самій темповій гонці).
- Гонка на вибування: кожні два кола велосипедистка, що посіла після кожного спринту останнє місце, вибуває.
- Гонка за очками на 20 км (80 кіл): кожні десять кіл відбувається спринт з очками (5/3/2/1 в порядку убування місця, подвійна кількість за фінальний спринт), крім того 20 очок здобуває спортсменка, що обігнала інших учасниць більш як на коло.

Змагання складаються з одного раунду .

## Розклад
Змагання в цій дисципліні відбуваються впродовж одного дня.
| З | Попередні заїзди | ЧФ | Чвертьфінали | ПФ | Півфінали | Ф | Фінали |

| Дата →         | 2 сер | 2 сер | 2 сер | 3 сер | 3 сер | 3 сер | 4 сер | 5 сер | 5 сер | 5 сер | 5 сер | 6 сер | 6 сер | 7 сер | 7 сер | 8 сер | 8 сер | 8 сер | 8 сер |
| -------------- | ----- | ----- | ----- | ----- | ----- | ----- | ----- | ----- | ----- | ----- | ----- | ----- | ----- | ----- | ----- | ----- | ----- | ----- | ----- |
| Омніум (жінки) |       |       |       |       |       |       |       |       |       |       |       |       |       |       |       | СГ    | ТГ    | ГВ    | ГО    |

## Результати

### Скретч
| Місце | Велогонщиця       | Країна                           | Відставання кіл | Очок за дисципліну |
| ----- | ----------------- | -------------------------------- | --------------- | ------------------ |
| 1     | Дженіфер Валенте  | США (USA)                        |                 | 40                 |
| 2     | Юмі Кадзіхара     | Японія (JPN)                     |                 | 38                 |
| 3     | Аннетт Едмондсон  | Австралія (AUS)                  |                 | 36                 |
| 4     | Аніта Стенберг    | Норвегія (NOR)                   |                 | 34                 |
| 5     | Кірстен Вілд      | Нідерланди (NED)                 |                 | 32                 |
| 6     | Марія Мартінс     | Португалія (POR)                 |                 | 30                 |
| 7     | Еллісон Беверидж  | Канада (CAN)                     |                 | 28                 |
| 8     | Амалія Дідеріксен | Данія (DEN)                      |                 | 26                 |
| 9     | Голлі Едмондстон  | Нова Зеландія (NZL)              |                 | 24                 |
| 10    | Лю Цзялі          | Китай (CHN)                      |                 | 22                 |
| 11    | Тетяна Шаракова   | Білорусь (BLR)                   |                 | 20                 |
| 12    | Марія Новолодська | Олімпійський комітет Росії (ROC) |                 | 18                 |
| 13    | Лотте Копецкі     | Бельгія (BEL)                    | DNF             | 16                 |
| 13    | Лора Кенні        | Велика Британія (GBR)            | DNF             | 16                 |
| 13    | Еліза Бальзамо    | Італія (ITA)                     | DNF             | 16                 |
| 13    | Дарія Пікулік     | Польща (POL)                     | DNF             | 16                 |
| 13    | Клара Коппоні     | Франція (FRA)                    | DNF             | 16                 |
| 13    | Олівія Балейшите  | Литва (LTU)                      | DNF             | 16                 |
| 13    | Ебтіссам Мохамед  | Єгипет (EGY)                     | DNF             | 16                 |
| 13    | Емілі Кей         | Ірландія (IRL)                   | DNF             | 16                 |
| 13    | Пан Яо            | Гонконг (HKG)                    | DNF             | 16                 |

### Темпова гонка
| Місце | Ім'я              | Країна                           | Очок за заїзд | Очок за дисципліну |
| ----- | ----------------- | -------------------------------- | ------------- | ------------------ |
| 1     | Лора Кенні        | Велика Британія (GBR)            | 7             | 40                 |
| 2     | Кірстен Вілд      | Нідерланди (NED)                 | 3             | 38                 |
| 3     | Дженіфер Валенте  | США (USA)                        | 3             | 36                 |
| 4     | Аніта Стенберг    | Норвегія (NOR)                   | 1             | 34                 |
| 5     | Юмі Кадзіхара     | Японія (JPN)                     | 1             | 32                 |
| 6     | Амалія Дідеріксен | Данія (DEN)                      | 1             | 30                 |
| 7     | Лю Цзялі          | Китай (CHN)                      | 0             | 28                 |
| 8     | Марія Мартінс     | Португалія (POR)                 | 0             | 26                 |
| 9     | Клара Коппоні     | Франція (FRA)                    | –17           | 24                 |
| 10    | Еліза Бальзамо    | Італія (ITA)                     | –18           | 22                 |
| 11    | Еллісон Беверидж  | Канада (CAN)                     | –18           | 20                 |
| 12    | Аннетт Едмондсон  | Австралія (AUS)                  | –18           | 18                 |
| 13    | Емілі Кей         | Ірландія (IRL)                   | –19           | 16                 |
| 14    | Голлі Едмондстон  | Нова Зеландія (NZL)              | –20           | 14                 |
| 15    | Тетяна Шаракова   | Білорусь (BLR)                   | –20           | 12                 |
| 16    | Марія Новолодська | Олімпійський комітет Росії (ROC) | –20           | 10                 |
| 17    | Олівія Балейшите  | Литва (LTU)                      | –40           | 8                  |
| 18    | Ебтіссам Мохамед  | Єгипет (EGY)                     | –40           | 6                  |
| 19    | Пан Яо            | Гонконг (HKG)                    | –40           | 4                  |
| 20    | Лотте Копецкі     | Бельгія (BEL)                    | DNF           | 0                  |
| 20    | Дарія Пікулік     | Польща (POL)                     | DNF           | 0                  |

### Гонка на вибування
| Місце | Ім'я              | Країна                           | Очок за дисципліну |
| ----- | ----------------- | -------------------------------- | ------------------ |
| 1     | Клара Коппоні     | Франція (FRA)                    | 40                 |
| 2     | Юмі Кадзіхара     | Японія (JPN)                     | 38                 |
| 3     | Амалія Дідеріксен | Данія (DEN)                      | 36                 |
| 4     | Дженіфер Валенте  | США (USA)                        | 34                 |
| 5     | Марія Мартінс     | Португалія (POR)                 | 32                 |
| 6     | Олівія Балейшите  | Литва (LTU)                      | 30                 |
| 7     | Еллісон Беверидж  | Канада (CAN)                     | 28                 |
| 8     | Аніта Стенберг    | Норвегія (NOR)                   | 26                 |
| 9     | Емілі Кей         | Ірландія (IRL)                   | 24                 |
| 10    | Голлі Едмондстон  | Нова Зеландія (NZL)              | 22                 |
| 11    | Кірстен Вілд      | Нідерланди (NED)                 | 20                 |
| 12    | Марія Новолодська | Олімпійський комітет Росії (ROC) | 18                 |
| 13    | Лора Кенні        | Велика Британія (GBR)            | 16                 |
| 14    | Лю Цзялі          | Китай (CHN)                      | 14                 |
| 15    | Еліза Бальзамо    | Італія (ITA)                     | 12                 |
| 16    | Пан Яо            | Гонконг (HKG)                    | 10                 |
| 17    | Ебтіссам Мохамед  | Єгипет (EGY)                     | 8                  |
| 18    | Аннетт Едмондсон  | Австралія (AUS)                  | 6                  |
| 19    | Тетяна Шаракова   | Білорусь (BLR)                   | 4                  |

### Гонка за очками і фінальна класифікація
| Місце | Ім'я              | Країна                           | SR | TR  | ER            | Subtotal      | Очок за спринт | Очок за кола  | Фінішний порядок | Очок загалом  |
| ----- | ----------------- | -------------------------------- | -- | --- | ------------- | ------------- | -------------- | ------------- | ---------------- | ------------- |
| 1     | Дженіфер Валенте  | США (USA)                        | 40 | 36  | 34            | 110           | 14             | 0             | 2                | 124           |
| 2     | Юмі Кадзіхара     | Японія (JPN)                     | 38 | 32  | 38            | 108           | 2              | 0             | 11               | 110           |
| 3     | Кірстен Вілд      | Нідерланди (NED)                 | 32 | 38  | 20            | 90            | 18             | 0             | 3                | 108           |
| 4     | Амалія Дідеріксен | Данія (DEN)                      | 26 | 30  | 36            | 92            | 11             | 0             | 16               | 103           |
| 5     | Аніта Стенберг    | Норвегія (NOR)                   | 34 | 34  | 26            | 94            | 3              | 0             | 4                | 97            |
| 6     | Лора Кенні        | Велика Британія (GBR)            | 16 | 40  | 16            | 72            | 24             | 0             | 1                | 96            |
| 7     | Марія Мартінс     | Португалія (POR)                 | 30 | 26  | 32            | 88            | 7              | 0             | 5                | 95            |
| 8     | Клара Коппоні     | Франція (FRA)                    | 16 | 24  | 40            | 80            | 5              | 0             | 7                | 85            |
| 9     | Еллісон Беверидж  | Канада (CAN)                     | 28 | 20  | 28            | 76            | 2              | 0             | 13               | 78            |
| 10    | Голлі Едмондстон  | Нова Зеландія (NZL)              | 24 | 14  | 22            | 60            | 7              | 0             | 8                | 67            |
| 11    | Лю Цзялі          | Китай (CHN)                      | 22 | 28  | 14            | 64            | 1              | 0             | 9                | 65            |
| 12    | Аннетт Едмондсон  | Австралія (AUS)                  | 36 | 18  | 6             | 60            | 1              | 0             | 6                | 61            |
| 13    | Емілі Кей         | Ірландія (IRL)                   | 16 | 16  | 24            | 56            | 0              | 0             | 15               | 56            |
| 14    | Еліза Бальзамо    | Італія (ITA)                     | 16 | 22  | 12            | 50            | 0              | 0             | 10               | 50            |
| 15    | Марія Новолодська | Олімпійський комітет Росії (ROC) | 18 | 10  | 18            | 46            | 4              | 0             | 12               | 50            |
| 16    | Тетяна Шаракова   | Білорусь (BLR)                   | 20 | 12  | 4             | 36            | 0              | 0             | 14               | 36            |
| 17    | Олівія Балейшите  | Литва (LTU)                      | 16 | 8   | 30            | 54            | 0              | –20           | 17               | 34            |
| 18    | Ебтіссам Мохамед  | Єгипет (EGY)                     | 16 | 6   | 8             | 30            | 0              | –20           | DNF              | –             |
| 18    | Пан Яо            | Гонконг (HKG)                    | 16 | 4   | 10            | 30            | 0              | –40           | DNF              | –             |
| 20    | Лотте Копецкі     | Бельгія (BEL)                    | 16 | DNF | Не стартувала | Не стартувала | Не стартувала  | Не стартувала | Не стартувала    | Не стартувала |
| 20    | Дарія Пікулік     | Польща (POL)                     | 16 | DNF | Не стартувала | Не стартувала | Не стартувала  | Не стартувала | Не стартувала    | Не стартувала |